# Гервалла-Шварц, Доника
Доника Гервалла-Шварц (алб. Donika Gërvalla-Schwarz, род. 16 октября 1971, Скопье) — косовская политическая и государственная деятельница. Председатель пропрезидентской партии «Дерзай» с 4 апреля 2021 года. Действующий второй вице-премьер и министр иностранных дел Республики Косово с 22 марта 2021 года. Является гражданкой Германии.

## Биография
Родилась в 1971 году в Скопье, в Социалистической Федеративной Республике Югославия. Её отец — активист Юсуф Гервалла.
Когда Донике Гервалле было восемь лет, в 1980 году её семья бежала из Приштины в Западную Германию из-за политических преследований со стороны Службы государственной безопасности.
36-летний Юсуф Гервалла, его 31-летний брат Бардош и их друг 28-летний Зека Кадри, албанский журналист с швейцарским гражданством, 12 января 1982 года были расстреляны в своём автомобиле BMW 316 в гараже в городе Унтергруппенбах (район Хайльбронн, земля Баден-Вюртемберг, ФРГ).
С 1982 года жила в Тиране в Народной Социалистической Республике Албания. Участвовала в студенческих протестах против коммунистического режима в Албании. После падения коммунистического режима в Албании в 1992 году переехала в Германию. Окончила юридический факультет Гамбургского университета.
В 1991 году стала членом Демократической лиги Косова (ДЛК), с 1993 по 1997 год была заместителем председателя партии, в 1997—1999 годах — председатель отделения ДЛК в Германии. В ходе Косовской войны (1998—1999) представляла интересы Косово в СМИ, правительстве Германии и Бундестаге.
В 2015 году вернулась в политику и стала снова председателем отделения ДЛК в Германии, в 2018 году ушла в отставку, в 2020 году покинула партию.
5 апреля 2020 года временно исполняющая обязанности президента Вьоса Османи основала партию «Дерзай». В 2021 году Доника Гервалла вошла кандидатом в список партии на выборах. По итогам парламентских выборов 2021 года, в которых партия участвовала в составе списка партии «Самоопределение», партия «Дерзай» получила 7 из 120 мест в парламенте, Доника Гервалла избрана депутатом парламента. Двое депутатов от партии «Дерзай» вошли во второй кабинет Курти. Доника Гервалла назначена вице-премьером и министром иностранных дел.

## Личная жизнь

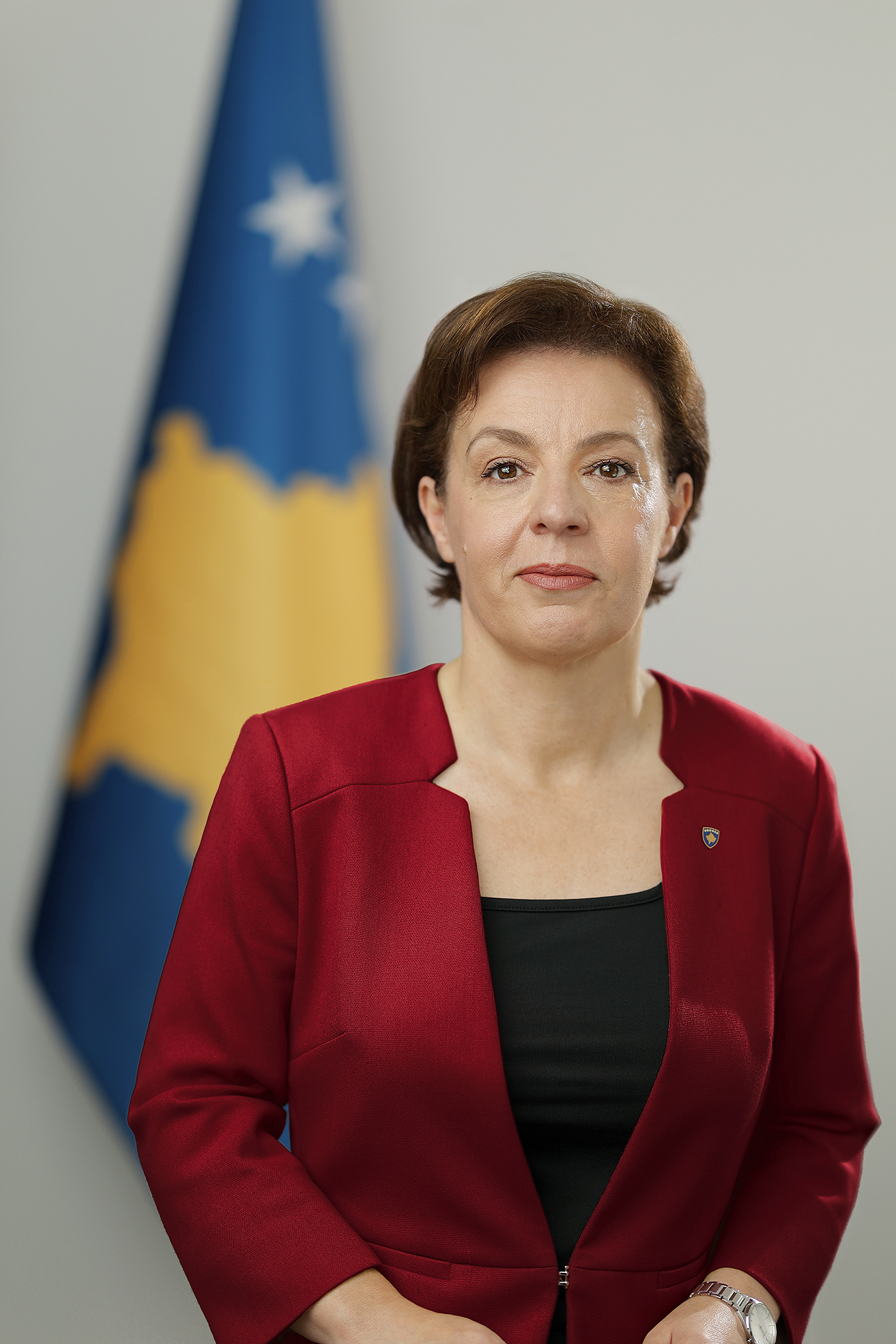
Доника на фоне флага Республики Косово

Супруг — Стефан Шварц, бывший депутат Бундестага от Христианско-демократического союза Германии (1990—1994). У пары пятеро детей, семья живёт в Бонне, в Германии.